# Guido Romano
Guido Romano (Módena, Italia, 31 de enero de 1888-Vicenza, Italia, 18 de junio de 1916) fue un gimnasta artístico italiano que fue medallista de bronce mundial en 1911 en el concurso por equipos.

## Carrera deportiva
En el Mundial de Turín 1911 ganó la medalla de bronce en el concurso por equipos, por detrás de los bohemios (oro) y los franceses (plata), y siendo sus compañeros de equipo: Osvaldo Palazzi, Giorgio Zampori, Paolo Salvi, Pietro Bianchi y Francesco Loi.